# Turning Point (2013)
Pour les articles homonymes, voir Turning Point.
L'édition 2013 de Turning Point est une manifestation de catch (lutte professionnelle) télédiffusée et visible pour la première fois en direct sur la chaine Spike TV. Habituellement, Turning Point est un PPV disponible uniquement en paiement à la séance. L'événement, produit par la Total Nonstop Action Wrestling, s'est déroulé le 21 novembre 2013 dans l'Impact Wrestling Zone à Orlando en Floride aux États-Unis. Il s'agit de la dixième édition de Turning Point.

## Contexte
Les spectacles de la Total Nonstop Action Wrestling en paiement à la séance sont constitués de matchs aux résultats prédéterminés par les scénaristes de la TNA. Ces rencontres sont justifiées par des storylines - une rivalité avec un catcheur, la plupart du temps - ou par des qualifications survenues dans les émissions de la TNA telles que Impact Wrestling et Xplosion. Tous les catcheurs possèdent un gimmick, c'est-à-dire qu'ils incarnent un personnage face (gentil) ou heel (méchant), qui évolue au fil des rencontres. Un pay-per-view comme Hardcore Justice est donc un évènement tournant pour les différentes storylines en cours.

## Tableau des matchs
| #                                                                | Match                          | Stipulation                                                                                                 | Durée |
| ---------------------------------------------------------------- | ------------------------------ | --- | ----- |
| 1                                                                | Magnus bat Samoa Joe           | Fall Count Anywhere match pour le premier tour du tournoi pour le TNA World Heavyweight Championship Vacant | 11:18 |
| 2                                                                | Gail Kim bat Candice LeRae     | Simple match                                                                                                | 1:52  |
| 3                                                                | Bobby Roode bat James Storm    | Florida Death Match pour le premier tour du tournoi pour le TNA World Heavyweight Championship Vacant       | 12:00 |
| 4                                                                | Ethan Carter III bat Shark Boy | Simple match                                                                                                | 2:06  |
| 5                                                                | Mr. Anderson bat Bully Ray     | No Disqualification match                                                                                   | 13:01 |
| (c) désigne le(s) champion(s) défendant son titre dans le match. |                                | |       |